# Debre Markos
Debre Markos (amharisch ደብረ ማርቆስ däbrä marqos, auch Debre Marqos, Mankorar) ist eine Stadt in der Region Amhara in 
Äthiopien. Die Stadt liegt auf 2446 m Höhe. Sie hat im Jahr 2006 60.834 Einwohner (Berechnung). Den Namen verdankt die Stadt ihrer Hauptkirche, welche im ausgehenden 19. Jahrhundert errichtet wurde und dem heiligen Markus gewidmet ist. Debre Markos verfügt über einen Flugplatz.
Die Stadt war Residenzstadt des Negus Tekle Haymanot. Italien errichtete hier während der Zeit von Italienisch-Ostafrika eine große Befestigungsanlage, welche am 3. April 1941 während des Ostafrikafeldzuges aufgegeben wurde. Bis zur Neustrukturierung der Verwaltungsgliederung 1995 war Debre Markos die Hauptstadt der Provinz Gojam.

## Söhne und Töchter der Stadt
- Haddis Alemayehu (1910–2003), Politiker und Autor
- Sentayehu Ejigu (* 1985), Langstreckenläuferin
- Meselech Melkamu (* 1985), Langstreckenläuferin
- Birhanu Balew (* 1996), bahrainischer Langstreckenläufer
- Medina Eisa (* 2005), Langstreckenläuferin